# ジャンティ・イェーツ
ジャンティ・イェーツ (Janty Yates, 1950年 - ) は、イギリスの映画衣裳デザイナーである。

## 人物
ジャン＝ジャック・アノー監督の『人類創世』のアシスタント・デザイナーとしてキャリアをスタートさせた。マイケル・ウィンターボトムやリドリー・スコット作品で知られている。2000年の『グラディエーター』でアカデミー衣裳デザイン賞を受賞した。

## 主な出演作品
- 日蔭のふたり Jude (1996)
- ウェルカム・トゥ・サラエボ Welcome to Sarajevo (1997)
- 知らなすぎた男 The Man Who Knew Too Little (1997)
- プランケット&マクレーン Plunkett & Macleane (1999)
- いつまでも二人で With or Without You (1999)
- グラディエーター Gladiator (2000)
- スターリングラード Enemy at the Gates (2001)
- ハンニバル Hannibal (2001)
- 五線譜のラブレター DE-LOVELY De-Lovely (2004)
- キングダム・オブ・ヘブン Kingdom of Heaven (2005)
- マイアミ・バイス Miami Vice (2006)
- アメリカン・ギャングスター American Gangster (2007)
- ワールド・オブ・ライズ Body of Lies (2008)
- 悪の法則 The Counselor (2013)
- エクソダス:神と王 Exodus: Gods and Kings (2014)
- オデッセイ The Martian (2015)
- エイリアン: コヴェナント Alien: Covenant (2017)
- ゲティ家の身代金 All the Money in the World (2017)
- 最後の決闘裁判 The Last Duel (2021)
- ハウス・オブ・グッチ House of Gucci (2021)